# Euchomenella macrops
Euchomenella macrops es una especie de mantis de la familia Mantidae.

## Distribución geográfica
Se encuentra en Vietnam.